# Bremen (Maine)
Bremen város az USA Maine államában, Lincoln megyében. Lakosainak száma 823 fő (2020. április 1.).

## Népesség
A település népességének változása:

| 2010 | 806 |
| 2020 | 823 |